# Sam van Musschenbroek
Eduard Samuel Adriaan (Sam) van Musschenbroek (Gemert, 25 augustus 1916 - Overveen, 1 juli 1943) was een Nederlandse verzetsstrijder tijdens de Tweede Wereldoorlog.
Van Musschenbroek werd geboren als zoon van Felix Eduard van Musschenbroek (1888-1923), lid van de patricische familie van Musschenbroek, en Wilhelmina Mary van Lockhorst (1893). Zijn grootvader was de koloniaal ondernemer Samuel Cornelis van Musschenbroek, die fortuin maakte in Nederlands-Indië als voorzitter van het Syndicaat van Suikerfabrieken op Java.  
Hij studeerde rechten aan de Universiteit van Leiden. Hij diende bij de infanterie als vaandrig en lag op 10 mei 1940 in Spakenburg met zijn onderdeel. Toen het leger op 14 mei capituleerde vluchtte hij met een vriend, reed met hem in diens Škoda naar Zeeland en voegde zich bij de Britse strijdkrachten. Met hen heeft hij zich tot in Frankrijk gevochten waar hij uiteindelijk gevangen werd genomen door de Duitsers. Hij wist te ontkomen en reisde terug naar Nederland waar hij in Leiden diep onder de indruk kwam door de rede die professor Cleveringa gaf aan de universiteit. Omdat de universiteit daarna gesloten werd studeerde Van Musschenbroek af in Groningen en kreeg daarna een baan als ambtenaar in Amsterdam waar hij ging wonen.
Van Musschenbroek sloot zich in Amsterdam aan bij de verzetsgroep rondom de beeldhouwer Gerrit van der Veen. Hij was een van de deelnemers aan de Aanslag op het Amsterdams Bevolkingsregister (1943) aan de Plantage Middenlaan te Amsterdam. Onder leiding van Van der Veen en samen met Willem Arondeus, Johan Brouwer, Karl Gröger, Coos Hartogh, Henri Halberstadt, Rudi Bloemgarten, Guus Reitsma, Koen Limperg, Sjoerd Bakker, Cornelis Leendert Barentsen, Cees Honig en Cornelis Roos drong hij vermomd als politieman op 27 maart 1943 het gebouw binnen en blies met explosieven het pand op.
Na de aanslag dook hij onder bij familie en vrienden maar hij werd uiteindelijk door de Duitsers opgespoord, gevangengezet en veroordeeld. Van Musschenbroek werd op 1 juli 1943 gefusilleerd. Een aanbod om gratie te krijgen vanwege de vooraanstaande Duitse familierelaties via zijn grootmoeder Marie Christine von Balluseck (zijn achteroom was de Duitse generaal Erich Marcks), werd door Sam geweigerd. Hij ligt begraven in de duinen bij Overveen naast Guus Reitsma.